# Geografia Tanzaniei

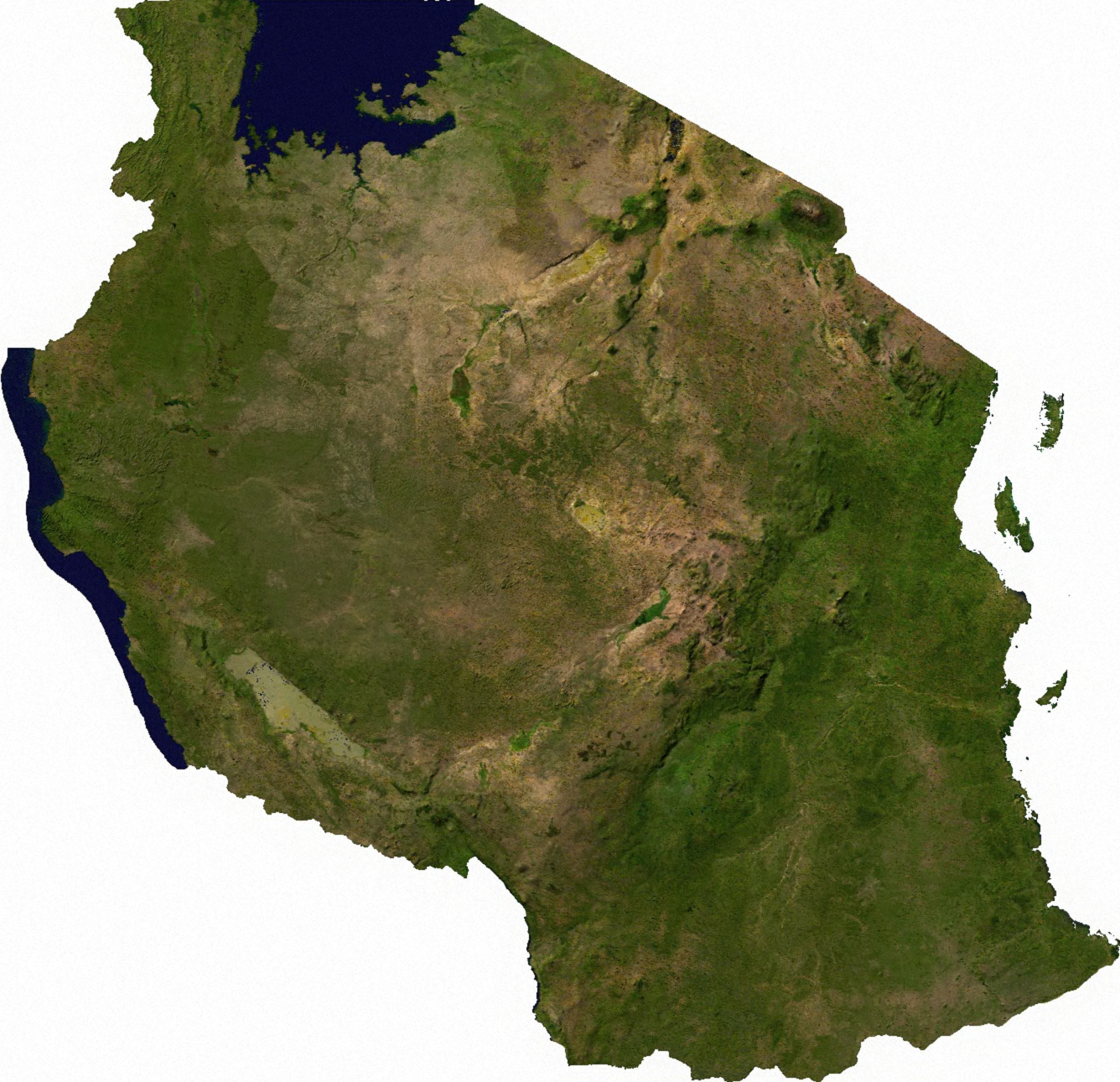
Imagine din satelit a Tanzaniei, generată de The Map Library

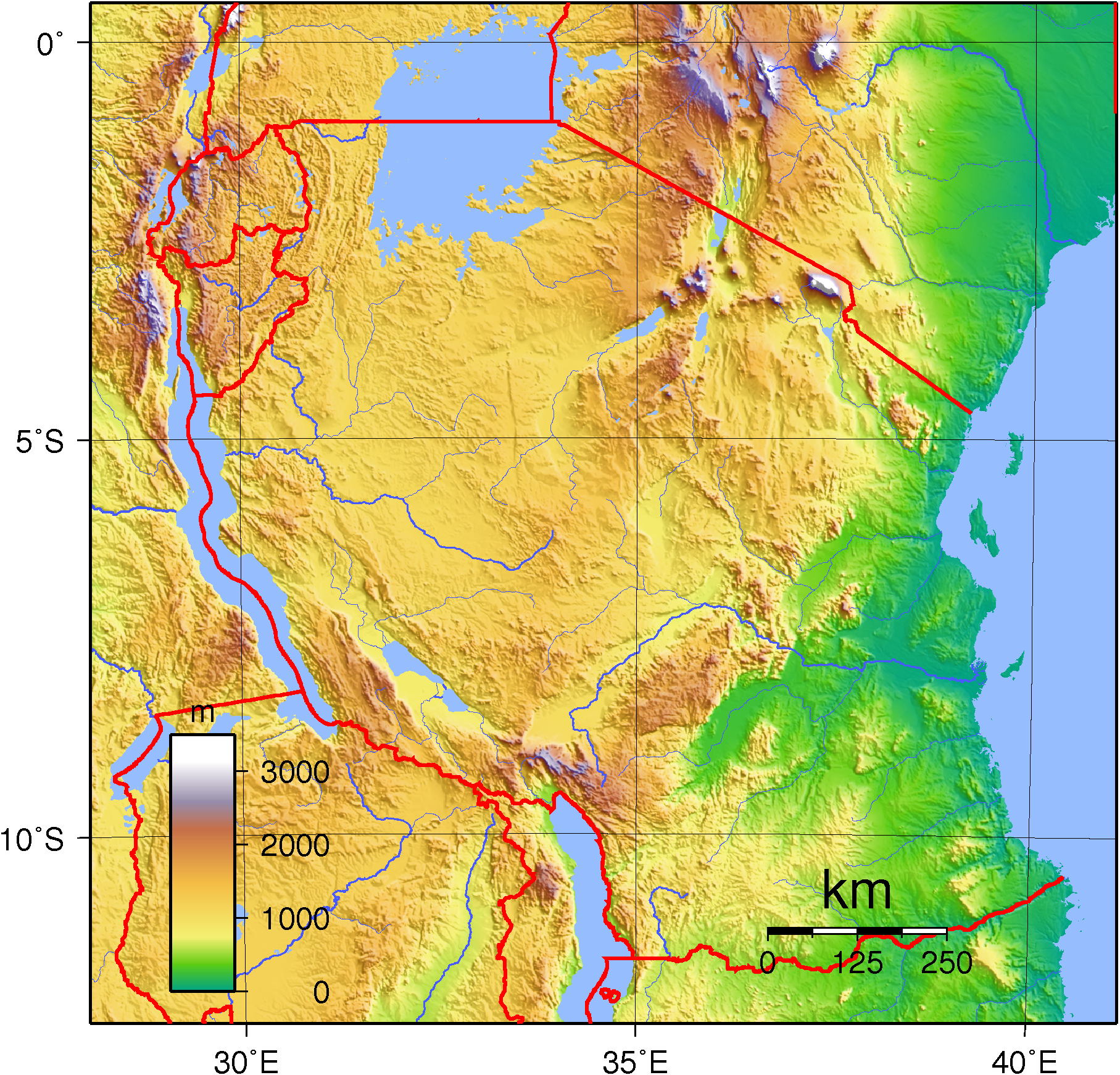
Harta topografică a Tanzaniei

Geografia Tanzaniei este una dintre cele mai variate și unice din lume; aici se află cel mai înalt vărf din Africa, Masivul Kilimanjaro. Cel mai jos punct al Africii este Lacul Asal (153 m sub nivelul mării) din Djibouti.
Nord-estul Tanzaniei este muntos, aici regăsindu-se Muntele Meru, dar și Masivul Kilimanjaro. Ambii sunt vulcani activi. Kilimanjaro este o atracție turistică deosebită, fiind cel mai înalt vârf din Africa. Anual este vizitat de mii de turiști.
În vestul acestor munți se întinde Parcul Național Serengeti, recunoscut pentru mația anuală a milioane de animale: gnu, lei, leoparzi, elefanți, rinoceri și bivoli. În apropierea parcului se află Pasul Olduvai, unde au fost descoperite cele mai vechi artefacte și fosile animale aparținând familiei Hominidae. Alte descoperiri arheologice importante s-au realizat în zona Cascadei Kalambo, la granița cu Zambia. Aici s-a găsit cea mai veche dovadă a faptului că aceste animale utilizau lemnul.
Și mai la vest se găsește Lacul Victoria, aflat la granița dintre Kenya, Uganda și Tanzania. Este cel mai mare lac din Africa, fiind supranumit sursa de alimentare a Nilului. La sud-vest de el este poziționat Lacul Tanganyika, care separă Tanzania de Republica Democrată Congo. Acest lac se presupune că este cel mai vechi și cel mai adânc din lume, după Lacul Baikal din Siberia.
Centrul Tanzaniei este un întins podiș. Sudul acestuia este dominat de zone ierboase și de parcuri naționale. În schimb, nordul este atribuit agriculturii, fiind alcătuit în cea mai mare parte din terenuri arabile. Noua capitală, Dodoma, este localizată în această zonă, deși puterea executivă se regăsește încă la Dar es Salaam.
Coasta de est a țării este foarte caldă și cu o umiditate ridicată. Aici se află cel mai mare oraș, fosta capitală a țării, Dar es Salaam. La nord de Dar es Salaam se întinde insula    Zanzibar. Teritoriu semi-autonom, Zanzibarul este renumit pentru mirodeniile sale. Și mai la nord este poziționată o altă insulă a arhipelagului, mai puțin cunoscuta Pemba.
Clima Tanzaniei este variată. Căldura și umiditatea domină zona de coastă, în timp ce regiunile mai înalte din centru se află sub o influență climatică temperată. Tanzania se confruntă anual cu 2 sezoane ploioase; unul mai lung și mai aspru (din martie până-n mai) și unul mai scurt (din noiembrie până-n ianuarie).
Din punct de vedere administrativ-teritorial, Tanzania este împărțită în 25 de regiuni: 20 se află pe continent, 3 în Zanzibar și 2 în Pemba.

## Date statistice
Localizare: Africa de Est, între Kenya și Mozambic, mărginită de Oceanul Indian.
Coordonate geografice: 6°00′S 35°00′E / 6.000°S 35.000°E
Suprafață:

notă: inclusiv insulele Mafia, Pemba și Zanzibar
- total: 945.087 km²
- uscat:  886.037 km²
- apă:  59.050 km²

Graniță pe uscat:
- total: 3.402 km
- țări vecine: Burundi 451 km, Kenya 769 km, Malawi 475 km, Mozambic 756 km, Ruanda 217 km, Uganda 396 km, Zambia 338 km, Republica Democrată Congo 473 km

Lungime țărm: 1.424 km
Drepturi în larg:
- zonă economică: 200 mile marine (370 km)
- ape teritoriale: 12 mile marine (22 km)

Climă: variază de la tropicală (de-a lungul coastelor) la temperată (zonele mai înalte)
Forme de relief: câmpii - de-a lungul coastelor; podiș - în centru; zone înalte - în nord și în sud
Puncte de minim-maxim:
- cel mai jos punct:  Oceanul Indian 0 m
- cel mai înalt punct: Muntele Kilimanjaro 5.895 m

Resurse naturale:
hidroenergie, staniu, fosfați, mine de oțel, cărbune, diamante, pietre prețioase, aur, gaze naturale, nichel
Utilizare teren:
- teren arabil:           3%
- culturi agricole:       1%
- pășuni:   40%
- păduri: 38%
- altele:                18% (conform anului 1993)

Suprafață irigată: 1.550 km² (conform anului 1998)
Hazarde naturale:
musca țețe; în sezoanele ploioase sunt posibile inundații în zona centrală; secetă
Probleme de mediu:
degradarea solului; despăduriri; deșertificări; distrugerea recifului de coral este un pericol iminent pentru fauna și flora marină; secetele recente au afectat agricultura
Tratate internaționale referitoare la mediu:
- a aderat la tratate referitoare la: Biodiversitate, Convenția-cadru a Națiunilor Unite asupra Schimbărilor Climatice, Deșertificare, Specii pe cale de dispariție, Hazarde artificiale, Convenția Națiunilor Unite asupra Drepturilor Maritime, Tratatul de interzicere totală a experiențelor nucleare, Protejarea stratului de ozon
- a semnat, dar n-a fost ratificat: Tratatul de interzicere totală a experiențelor nucleare

Recorduri: Kilimanjaro este cel mai înalt vârf din Africa